# Sebastian Rduch
Sebastian Rduch (* 10. Juli 1989) ist ein deutscher Badmintonspieler. Brunon Rduch, ebenfalls ein erfolgreicher Badmintonspieler, ist sein Vater.

## Karriere
Sebastian Rduch startete in den Saisons 2008/09, 2009/10 und 2010/11 für den VfL 93 Hamburg in der 1. Badminton-Bundesliga. 2012/13 spielte er für den SV Fischbach 1959 in der höchsten deutschen Spielklasse. International war er bei den Dutch Open 2012 und den Bitburger Open 2012 sowie bei den Badminton-Juniorenweltmeisterschaften 2006 und 2007 am Start. Bei den Bitburger Open 2013 stand er im Achtelfinale. 2014 wurde er Südwestdeutscher Meister.